# Hirofumi Yoshimura
Pour les articles homonymes, voir Yoshimura.
Hirofumi Yoshimura (吉村 洋文, Yoshimura Hirofumi), né le 17 juin 1975, est un homme politique japonais. Il est maire d'Osaka de décembre 2015 à mars 2019,, puis gouverneur de la préfecture d'Osaka depuis le 8 avril 2019.

## Famille et jeunesse
Yoshimura est né dans la banlieue d'Osaka, à Kawachinagano. Il a étudié le droit à l'université de Kyūshū, et a obtenu son diplôme en 1998. Il a passé l'examen d'admission au barreau japonais plus tard cette même année et a été autorisé à travailler comme avocat en 2000, à l'âge de 25 ans,, ce qui est jeune au Japon.
Après plusieurs années de travail auprès de Shintaro Kumagai (熊谷 信太郎) à Tokyo, Yoshimura est rentré à Osaka, et il est cofondateur du cabinet Star Law Office en 2005. En 2017, il était toujours membre de cette entreprise.

## Carrière politique

### Assemblée communale d'Osaka
Yoshimura a été élu à l’assemblée communale d'Osaka en 2011 en tant que membre de l'Association pour la Restauration d'Osaka, dirigée par Toru Hashimoto, gouverneur de la Préfecture d'Osaka.

### Chambre des Représentants
Yoshimura a été élu à la Chambre des Représentants lors des élections législatives japonaises de 2014 en tant que membre du Parti de la restauration. Il a été candidat dans le 4e district d'Osaka et perdu après un vote serré contre le titulaire Yasuhide Nakayama du LDP , mais il a gagné un siège a la représentation proportionnelle de son parti.
Le passage de Yoshimura au Parlement a été de courte durée. À la suite de son échec au référendum sur le projet de métropole d'Osaka (mai 2015), Toru Hashimoto a annoncé sa démission en tant que maire d'Osaka. En octobre, Hashimoto a annoncé qu'il allait transformer l'Association pour la restauration d'Osaka en parti national, avec une douzaine de parlementaires qui ont rompu avec le Parti de la restauration. Le même jour, Yoshimura a démissionné du parlement pour se présenter à l’élection de novembre 2015, afin de remplacer Hashimoto. Hashimoto aurait lui-même désigné Yoshimura pour successeur.

### Maire d'Osaka
Yoshimura a gagné l’élection à la mairie d'Osaka avec 596.045 votes contre 406,595 pour Akira Yanagimoto, alors que celui-ci avait reçu l'appui de Shinzo Abe et du PLD. Yoshimura entre en fonction le 18 décembre 2015.
Au début de son mandat, Yoshimura s'associe avec le gouverneur nouvellement élu de la préfecture d'Osaka, Ichirō Matsui, pour établir un bureau commun afin de promouvoir Osaka comme « vice-capitale » du Japon, et afin d’héberger des organismes gouvernementaux actuellement basés à Tokyo.
Yoshimura souhaite créer un casino à Osaka, et il propose de ré-développer une partie de l'île artificielle de Yumenoshima dans la baie d'Osaka à cette fin.
En 2018, Yoshimura rompt le jumelage avec San Francisco en raison de l'érection du monument aux femmes de réconfort de San Francisco dans un parc municipal de la ville,.
En 2019, comme Osaka est toujours parmi les dernières villes du Japon en matière de résultats académiques pour l’école primaire et le collège, Yoshimura renonce à recevoir sa prime d'été afin de respecter sa promesse d’août 2018 de faire monter Osaka dans les classements scolaires ou d'en payer les conséquences.

### Gouverneur de la préfecture d'Osaka
Le 8 mars 2019, Yoshimura démissionne de son poste à la mairie d'Osaka, afin de pouvoir se présenter à l’élection du gouverneur de la préfecture d'Osaka, laissé vacant par la démission le même jour d'Ichiro Matsui, qui, lui, se porte candidat au poste de maire d'Osaka. Les deux élections se tiennent simultanément le 7 avril suivant. Les deux hommes politiques espèrent ainsi faire avancer leur projet de métropole d'Osaka. Yoshimura est élu avec 64,4 % des voix et investi le lendemain. Le 9 avril 2023, il est réélu avec 73,7 % des voix.